# Pedesta baileyi
Pedesta baileyi is een vlinder uit de familie van de dikkopjes (Hesperiidae). De wetenschappelijke naam van de soort is voor het eerst geldig gepubliceerd in 1913 door Richard South.